# Barna bőgőmajom
A barna bőgőmajom (Alouatta guariba vagy Alouatta fusca) az emlősök (Mammalia) osztályának a főemlősök (Primates) rendjéhez, ezen belül a pókmajomfélék (Atelidae) családjához tartozó faj.

## Előfordulása
Argentína és Brazília területén honos.  Elsődleges és másodlagos erdők lakója az Atlanti-óceán partvidékén.

## Alfajai
- északi barna bőgőmajom (Alouatta guariba guariba)
- déli barna bőgőmajom (Alouatta guariba clamitans)

## Megjelenése
Testhossza 45-59 centiméter, ezen felül a farka 48-67 centiméter, valamivel hosszabb mint a teste. A hím kicsivel nagyobb, mint a nőstény.

## Életmódja
Kisebb 2-11 fős csapatban keresgéli levelekből, virágból és gyümölcsökből álló táplálékát.